# Osvaldo Valenti
Osvaldo Valenti (Costantinopoli, 17 febbraio 1906 – Milano, 30 aprile 1945) è stato un attore e militare italiano.
Arruolatosi volontario nel 1944 nella Xª Flottiglia MAS della Repubblica Sociale Italiana, al termine della seconda guerra mondiale fu fucilato dai partigiani autonomi della divisione Pasubio al comando di Giuseppe Marozin.

## Biografia

### I primi passi
Osvaldo Valenti nacque a Costantinopoli, all'epoca capitale dell'Impero ottomano (nel 1931 cambiò ufficialmente nome in Istanbul), il 17 febbraio 1906, figlio del barone siciliano Michele Valenti, abbiente mercante originario di Messina, commerciante di tappeti e di oggetti preziosi orientali, e di Idelty Karichlopoulos, facoltosa donna greco-cipriota (nata però a Beirut), figlia dell’archimandrita di Cipro. Nel 1915, allo scoppio della prima guerra mondiale, la famiglia fu costretta a lasciare la Turchia e si trasferì in Italia, dapprima a Bergamo e poi a Milano.
Dopo aver frequentato i licei di San Gallo in Svizzera e di Würzburg in Baviera, a diciannove anni s'iscrisse alla Facoltà di Giurisprudenza presso l'Università Cattolica di Milano. Due anni dopo, però, abbandonò gli studi e l'Italia per andare a vivere prima a Parigi, successivamente a Berlino. In Germania interpretò un ruolo secondario nel suo primo film: Rapsodia ungherese, di Hans Schwarz (1928). Rientrato in Italia, a Roma all'inizio degli anni trenta fu notato da Mario Bonnard, con cui girò Cinque a zero (1932), poi da Amleto Palermi, che lo diresse ne La fortuna di Zanze (1933) e in Creature della notte (1934).

### L'Incontro con Blasetti e il successo

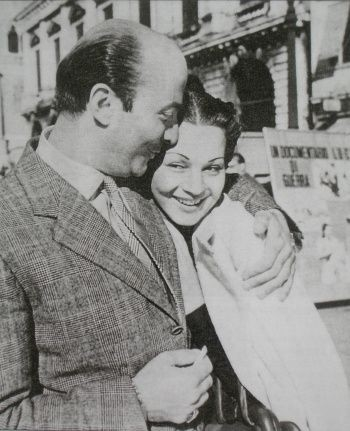
Osvaldo Valenti e Luisa Ferida

I ruoli interpretati fino ad allora non erano, tuttavia, di primo piano e l'attore stentava ad affermarsi presso il grande pubblico. L'incontro col regista Alessandro Blasetti, attorno alla metà degli anni trenta, fu determinante per la sua carriera artistica. Blasetti, infatti, gli affidò un ruolo di un certo spessore in Contessa di Parma (1937), cui fece seguito quello del capitano francese Guy de la Motte in Ettore Fieramosca (1938), che ne sancì l'affermazione presso critica e pubblico italiani. Tra la fine degli anni trenta e l'inizio degli anni quaranta, Blasetti e Mario Camerini erano considerati i migliori cineasti italiani del tempo. Valenti era uno degli attori più ricercati e pagati. Grazie anche alla direzione di Blasetti, l'attore raccolse altri tre successi: Un'avventura di Salvator Rosa (1939), in cui recitò per la prima volta con Luisa Ferida, La corona di ferro (1941) e La cena delle beffe (1942).
Fu diretto da Goffredo Alessandrini in La vedova (1939), da Carmine Gallone in Oltre l'amore (1940) e L'amante segreta (1941), da Giovacchino Forzano in Piazza San Sepolcro (1942), da Mario Mattoli in Abbandono (1940), da Luigi Chiarini in La bella addormentata (1942) e La locandiera (1944), da Camillo Mastrocinque in Fedora (1942), da Gennaro Righelli in Orizzonte di sangue (1943) e da altri noti registi del tempo, fra cui Duilio Coletti e Piero Ballerini.

### L'adesione a Salò e Cinevillaggio
Nell'estate del 1943, con il crollo del regime fascista e i bombardamenti aerei degli Alleati sulla capitale a seguito dei tumulti della guerra, l'attività cinematografica nazionale subì un durissimo contraccolpo. Alla costituzione della Repubblica di Salò, Valenti, seguito dalla sua compagna di vita e di lavoro Luisa Ferida, scelse di trasferirsi nel Nord Italia, a Venezia, rinunciando così a un vantaggioso contratto per due film da girarsi in Spagna agli inizi del 1944.
Riprese dunque l'attività cinematografica, lavorando presso il costituendo Cinevillaggio, sorto nel capoluogo veneto subito dopo la proclamazione della RSI per volere del ministro Ferdinando Mezzasoma. Qui, insieme alla Ferida, girò Fatto di cronaca (1944), film diretto da Piero Ballerini, che fu il suo ultimo lungometraggio. Si stabilì successivamente a Bologna per alcuni giorni con la Ferida, che aspettava un figlio da lui. Nell'albergo Brues, l'attrice ebbe un aborto spontaneo. Valenti ne fu sconvolto e scrisse a un amico: «Non voglio più sentir parlare di arte e di cinema, e non mi voglio più recare nella Spagna dove pur ho un contratto vantaggiosissimo. Io sento che il mio dovere sarebbe di fare qualcosa di positivo per questo pezzo di terra che ancora ci rimane».

### L'arruolamento nella Xª Flottiglia MAS

Osvaldo Valenti in divisa della Xª MAS a Milano. Grande appassionato di fotografia, nel tempo libero Valenti era solito portare con sé la macchina fotografica

Nel marzo del 1944 fu contattato da Mezzasoma, che intendeva affidargli l'incarico di Commissario Nazionale per lo spettacolo, ma Valenti rifiutò essendosi, all'insaputa di tutti, arruolato nella Xª Flottiglia MAS, comandata dal principe Junio Valerio Borghese. La sua adesione alla Repubblica Sociale, quantomeno stando alle considerazioni di Steno, sarebbe stata da ricercarsi sia in un suo certo disprezzo per tutti coloro che, al crollo del regime mussoliniano, s'erano prontamente riciclati come antifascisti dell'ultim'ora, sia per «una necessità di droga, perché Valenti, fin dall'epoca in cui era un noto divo, si drogava e frequentava un giro di gerarchi fascisti che facevano largo consumo di stupefacenti, dispensandoli a destra e a manca». Si trasferì dunque a Milano con la Ferida, dove gli fu riconosciuto il grado di tenente, e fu dislocato presso il Distaccamento "Milano". Nel capoluogo lombardo divenne, inoltre, ufficiale di collegamento con il Comando della Kriegsmarine in Italia, riscuotendone l'apprezzamento.
Entrò a far parte anche del Battaglione "Vega" che, costituito nel maggio del 1944, era un'emanazione degli NP (battaglioni Nuotatori e Paracadutisti) che facevano parte del Servizio Informazioni della Marina Nazionale Repubblicana. D'altronde, Valenti aveva sottoscritto l'arruolamento al capitano Nino Buttazzoni, comandante degli NP. A partire dal maggio dello stesso anno, per conto della Xª Flottiglia MAS, prese parte ad alcune operazioni segrete di contrabbando verso la Svizzera, finalizzate, previa cessione di merci pregiate, a rimpinguare le esauste casse della Xª e della RSI
, il tutto però all'insaputa degli alleati nazisti. L'operazione fu denominata "Missione Manzini", dal nome del tenente colonnello che la dirigeva.
Fu appositamente costituito a Lanzo d'Intelvi, presso il confine elvetico, all'interno di un convalescenziario della Marina, un supporto logistico gestito dal battaglione Nuotatori Paracadutisti.
In tutto, furono distaccati una ventina di uomini sotto il comando di Valenti, scelto per la dimestichezza con la lingua tedesca e francese. In queste operazioni fu affiancato dalla Ferida seppure priva di alcuna veste ufficiale.
Sulla sua scelta di inviare Valenti a Lanzo d'Intelvi, Nino Buttazzoni scrisse più tardi:
(Nino Buttazzoni, comandante degli NP)
Quando poi gli NP lasciarono Lanzo d'Intelvi per necessità di guerra, le operazioni continuarono sotto il comando congiunto di Valenti e Manzini.
Nell'estate del 1944 entrò in contatto con Pietro Koch, che era a capo di una banda denominata "Squadra Speciale di Polizia Repubblicana", nota sia per le torture e le brutali uccisioni di partigiani e altri oppositori del regime, sia per le attività criminali in cui era coinvolta clandestinamente (fra cui, tra le altre cose, anche il traffico di cocaina). L'attore era stato visto, talvolta, aggirarsi nel loro quartier generale di Villa Triste durante gli interrogatori effettuati da Koch e dalla sua «famigerata banda». La Banda Koch fu poi smantellata il 25 settembre dello stesso anno da una compagnia della Legione Muti, su ordine del questore di Milano, e per intervento diretto di Mussolini, che procedette all'arresto dei componenti del reparto, traducendoli al Carcere di San Vittore. Pietro Koch, quel giorno non presente al reparto, sfuggì momentaneamente all'arresto per essere poi catturato nell'autunno del 1944.
Il 28 settembre 1944, a seguito di una fortunata azione partigiana, che portò al disarmo di una intera compagnia del Battaglione Vega a Porlezza, Valenti fu richiamato da Lanzo d'Intelvi e inviato nella cittadina a condurre le trattative con i resistenti. Qui entrò in contatto con il capitano Ugo Ricci, comandante del distaccamento "Sozzi" della 52ª Brigata Garibaldi "Luigi Clerici" in Val d'Intelvi, con il quale stabilì una tregua. La Decima si impegnò, in cambio della restituzione delle armi, a non molestare i partigiani. Nel corso delle trattative si arrivò a progettare la proiezione del film Enrico IV in cui recitava lo stesso Valenti.

#### Processo sommario e morte

Osvaldo Valenti prigioniero dei partigiani, indossa ancora la divisa della Xª Flottiglia MAS

Il 20 aprile 1945, con la disfatta delle forze nazifasciste ormai imminente, Valenti decise di consegnarsi spontaneamente ad alcuni membri della Divisione partigiana Pasubio, confidando di poter avviarvi delle trattative per un suo salvacondotto. Fu poi raggiunto anche da Luisa Ferida. Da quel momento in poi, furono spostati varie volte in diverse prigioni segrete finché, in un processo sommario con un interrogatorio grottesco, fu decisa per loro la pena di morte, imposta da Giuseppe Marozin, a suo dire su diretto ordine di Sandro Pertini; anche il saggista Aldo Lualdi e altri confermano tale versione.
La coppia fu accusata di crimini di guerra. Il 28 aprile era stata pubblicata la falsa notizia dell'avvenuta fucilazione: in realtà vennero processati e condannati a morte il 29, dopo esser stati depredati di gioielli e denaro che portavano con loro, la sentenza fu eseguita: Valenti e Ferida furono uccisi con una raffica di mitra nella sera inoltrata del 30 aprile 1945.

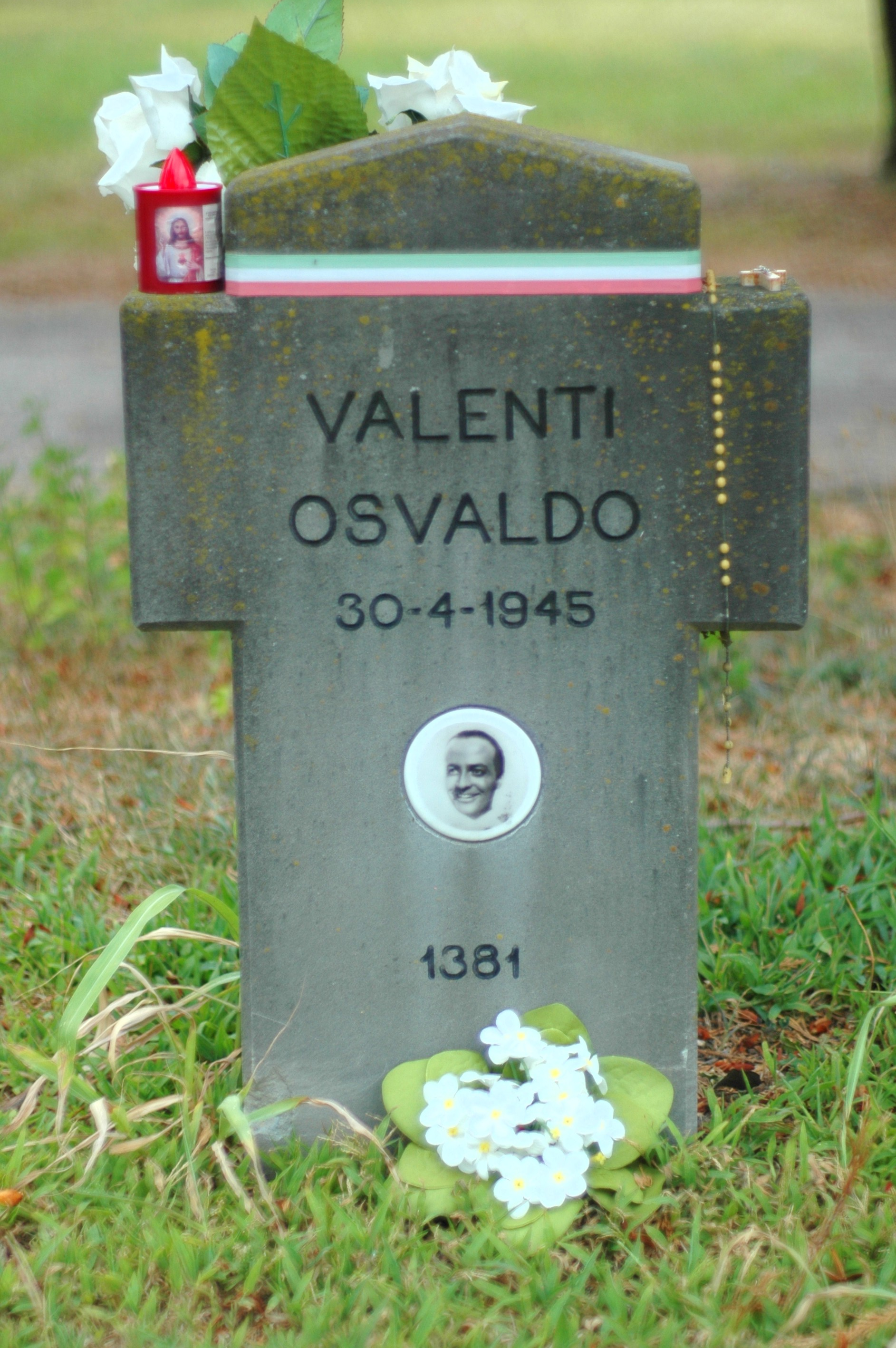
Tomba di Osvaldo Valenti nel Campo X del Cimitero Maggiore di Milano

Oltre all'accusa a Valenti di tenere i contatti con il tenente Pietro Koch, per cui svolgeva un ruolo di collegamento con la Decima del principe Borghese, fu accusato di aver partecipato alle sevizie inflitte dalla Banda Koch in Villa Triste, fatto che poi risultò non sussistere; la Corte d'appello di Milano sancì l'innocenza di Luisa Ferida, seppure la sua presenza a Villa Triste fosse stata confermata da dichiarazioni di alcuni partigiani, torturati in quei giorni a Milano: ma l'attrice, in quel periodo incriminato, stava in ospedale per curarsi dopo un incidente automobilistico. Negli anni sessanta il Ministero del Tesoro accolse la richiesta di Luisa Pansini, madre della Ferida, di poter riscuotere una pensione con i relativi arretrati, spettantele in quanto la figlia era morta per cause di guerra: non le sarebbe mai stata corrisposta, se la Ferida fosse stata ritenuta responsabile di crimini di guerra.
Valenti è sepolto assieme a Luisa Ferida, sua compagna di vita e lavoro, nel Campo X del Cimitero Maggiore di Milano, luogo dove hanno trovato sepoltura molti aderenti alla RSI.

## L'arte di Valenti e la memoria
Osvaldo Valenti fu un attore dall'indubbio fascino e uno degli interpreti più significativi della cinematografia italiana del ventennio fascista. La sua recitazione apparve particolarmente adatta alle rievocazioni storiche di maniera e a una narrazione filmica tesa a sollecitare i sentimenti di adesione e compartecipazione dello spettatore. Il volto espressivo, dalle grandi capacità mimiche, gli occhi cerulei e ardenti, l'espressione vagamente melanconica, fecero di lui uno degli idoli perversi del grande pubblico, incarnazione, anche nella vita reale, degli eroi negativi che molto spesso interpretò sul grande schermo.
Alla sua vicenda umana è stato dedicato un film del 2008, diretto da Marco Tullio Giordana e intitolato Sanguepazzo, con Luca Zingaretti nei panni di Valenti e Monica Bellucci in quelli di Luisa Ferida; la stessa storia tragica aveva già ispirato il film televisivo Gioco perverso, realizzato nel 1993 da Italo Moscati, con Fabio Testi e Ida Di Benedetto.

## Filmografia

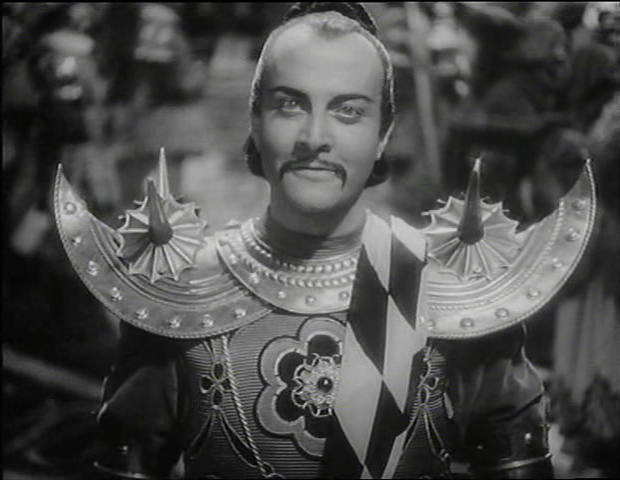
Valenti nel film La corona di ferro (1941)

Valenti nel film La cena delle beffe (1942)

Valenti con Luisa Ferida nel film Fedora (1942)

- Rapsodia ungherese, (Ungarische Rhapsodie) regia di Hans Schwarz (1928)
- Cinque a zero, regia di Mario Bonnard (1932)
- La signorina dell'autobus, regia di Nunzio Malasomma (1933)
- Ragazzo, regia di Ivo Perilli (1933)
- La fortuna di Zanze, regia di Amleto Palermi (1933)
- Creature della notte, regia di Amleto Palermi (1934)
- Regina della Scala, regia di Guido Salvini e Camillo Mastrocinque (1936)
- La danza delle lancette, regia di Mario Baffico (1936)
- Contessa di Parma, regia di Alessandro Blasetti (1937)
- La signora di Montecarlo, regia di Mario Soldati (1938)
- Mia moglie si diverte, regia di Paul Verhoeven (1938) solo nella versione italiana di Unsere kleine Frau
- Mille lire al mese, regia di Max Neufeld (1938)
- Ettore Fieramosca, regia di Alessandro Blasetti (1938)
- Il fornaretto di Venezia, regia di Duilio Coletti (1939)
- La vedova, regia di Goffredo Alessandrini (1939)
- Uragano ai tropici, regia di Gino Talamo (1939)
- Trappola d'amore, regia di Raffaello Matarazzo (1939)
- Frenesia, regia di Mario Bonnard (1939)
- Un'avventura di Salvator Rosa, regia di Alessandro Blasetti (1939)
- Oltre l'amore, regia di Carmine Gallone (1940)
- Fanfulla da Lodi, regia di Carlo Duse e Giulio Antamoro (1940)
- Boccaccio, regia di Marcello Albani (1940)
- Una lampada alla finestra, regia di Gino Talamo (1940)
- Antonio Meucci, regia di Enrico Guazzoni (1940)
- Leggenda azzurra , regia di Giuseppe Guarino (1940)
- Abbandono, regia di Mario Mattoli (1940)
- Capitan Fracassa, regia di Duilio Coletti (1940)
- La zia smemorata, regia di Ladislao Vajda (1940)
- L'amante segreta, regia di Carmine Gallone (1941)
- La corona di ferro, regia di Alessandro Blasetti (1941)
- Idillio a Budapest, regia di Gabriele Varriale, Giorgio Ansoldi (1941)
- Il re d'Inghilterra non paga, regia di Giovacchino Forzano (1941)
- Giuliano de' Medici, regia di Ladislao Vajda (1941)
- La maschera di Cesare Borgia, regia di Duilio Coletti (1941)
- Primo amore, regia di Carmine Gallone (1941)
- Beatrice Cenci, regia di Guido Brignone (1941)
- Il vetturale del San Gottardo, regia di Hans Hinrich ed Ivo Illuminati (1941)
- Don Buonaparte, regia di Flavio Calzavara (1941)
- La cena delle beffe, regia di Alessandro Blasetti (1942)
- La sonnambula, regia di Piero Ballerini (1942)
- La bella addormentata, regia di Luigi Chiarini (1942)
- Fedora, regia di Camillo Mastrocinque (1942)
- Sancta Maria, regia di Edgar Neville (1942)
- Piazza San Sepolcro, regia di Giovacchino Forzano (1942)
- Orizzonte di sangue, regia di Gennaro Righelli (1942)
- Le due orfanelle, regia di Carmine Gallone (1942)
- Luisa Sanfelice, regia di Leo Menardi (1942)
- Gli ultimi filibustieri, regia di Marco Elter (1942)
- I cavalieri del deserto, regia di Gino Talamo e Osvaldo Valenti (1942)
- Enrico IV, regia di Giorgio Pàstina (1943)
- L'invasore, regia di Nino Giannini (1943)
- La valle del diavolo, regia di Mario Mattoli (1943)
- Harlem, regia di Carmine Gallone (1943)
- La locandiera, regia di Luigi Chiarini (1944)
- Fatto di cronaca, regia di Piero Ballerini (1945)

## Doppiatori italiani
Osvaldo Valenti fu doppiato in circa una ventina dei film che girò poiché la sua voce, sottile e dalla dizione non sempre inappuntabile, non era particolarmente gradita.
Tra gli attori che gli prestarono la voce:
- Giulio Panicali in Il fornaretto di Venezia, Fanfulla da Lodi, Boccaccio, Giuliano de' Medici, Fedora
- Augusto Marcacci in Capitan Fracassa, Beatrice Cenci, Idillio a Budapest, Enrico IV, La locandiera
- Sandro Ruffini in La zia smemorata, La cena delle beffe
- Paolo Stoppa in La danza delle lancette
- Gilberto Mazzi in Ettore Fieramosca
- Antonio Centa in La vedova
- Lauro Gazzolo in La corona di ferro